# Alloschizidium cottarellii
Alloschizidium cottarellii là một loài chân đều trong họ Armadillidiidae. Loài này được Argano & Pesce miêu tả khoa học năm 1974.